# Kim Yong-hwan (dessinateur)
Pour l’article homonyme, voir Kim Yong-hwan (politicien).
Kim Yong-hwan (김영환), né en 1912 et mort en 1998, est un dessinateur de manhwa. Il est considéré comme le père du manhwa.

## Biographie
Kim Yong-hwan apprend le dessin à la plume dans une école des Beaux-arts au Japon et commence à publier ses premiers dessins au Japon comme assistant de Ejima Dakeo pour illustrer l'encyclopédie des éditions Sanseido. Au même moment, il publie ses premiers mangas sous le nom de Gita Koji dans des magazines pour adolescents.p
En 1945, à la Libération, il rentre en Corée et crée pour le journal de langue anglaise, le Seoul Times son œuvre principale : Le professeur Kojubu (Kojubu Samgukji). En noir et blanc, avec deux fines moustaches, en complet noir, cravate et chapeau melon, le Professeur Kojubu est le premier personnage populaire de la bande-dessinée coréenne. Tout en continuant à faire vivre son personnage préféré, Kim Yong-hwan publie de très nombreuses bandes dessinées d'actualité ou pour enfants. Il surprend par sa vitesse de travail. Le 15 septembre 1948, il fonde le Manhwa Haengjing (le manhwa en marche) qui est la première revue entièrement consacrée à la BD, mais celle-ci doit cesser sa parution dès le deuxième numéro, victime de la censure. Cependant, l'année suivante, aux côtés de Kim Seong-hwan,  Shing Dong-heon, Kim Eu-hwan ou encore Lee Yong-chun, il collabore à la revue Manhwas news.
Pendant la guerre de Corée, il crée parmi de nombreuses autres séries ou illustrations Le soldat Todori, série dans laquelle il met en avant le courage des soldats coréens du Sud.
Après la guerre, il est considéré comme le père du manhwa et déploie une forte activité comme figure centrale de la BD coréenne.